# Kolorowy świat Pacyka
Kolorowy świat Pacyka – polski serial animowany wyprodukowany w latach 1981–1990. Początkowo serial miał tytuł "Malowanki, Wycinanki".
Postacie z serialu można zobaczyć w gablotach Muzeum Dobranocek w Rzeszowie.

## Twórcy
- Zdjęcia: Stanisław Kucner[4]
- Reżyseria: Dariusz Zawilski
- Animacja: Wojciech Gierłowski
- Scenografia: Marian Kiełbaszczak
- Muzyka: Zbigniew Lampart
- Dźwięk: Mieczysław Janik
- Montaż: Henryka Sitek
- Kierownik produkcji: Krystyna Zasada
- Produkcja: Studio Małych Form Filmowych Se-ma-for w Łodzi

## Spis odcinków
1. Papierowe konie
2. Papierowy wiatr
3. Lew w kwiatki
4. Kukuryku!
5. Ogródek
6. Różowa kotka
7. Kosmiczna bajka
8. Zielony listek
9. Papierowy teatrzyk
10. Barani upór
11. Grzybobranie
12. Zielony byczek
13. Pacykowo
14. Papierowy smok
15. Parowozik